# جوزپه دالتروی
جوزپه دالتروی (انگلیسی: Giuseppe D'Altrui؛ ۷ آوریل ۱۹۳۴ – ۲۶ فوریهٔ ۲۰۲۴) بازیکن واترپلو اهل ایتالیا بود.